# Bradul alb din bazinul superior al Gilortului, județul Gorj
Bradul alb localizat în bazinul superior al Gilortului, în masivul forestier al Muntelui Rânca, județul Gorj, are o vârstă de aproximativ 550 de ani. Dimensiunile acestui exemplar sunt excepționale. Astfel, acest exemplar are diametrul de 1,28 m și 50,3 m înălțime.